# Julian Bashore

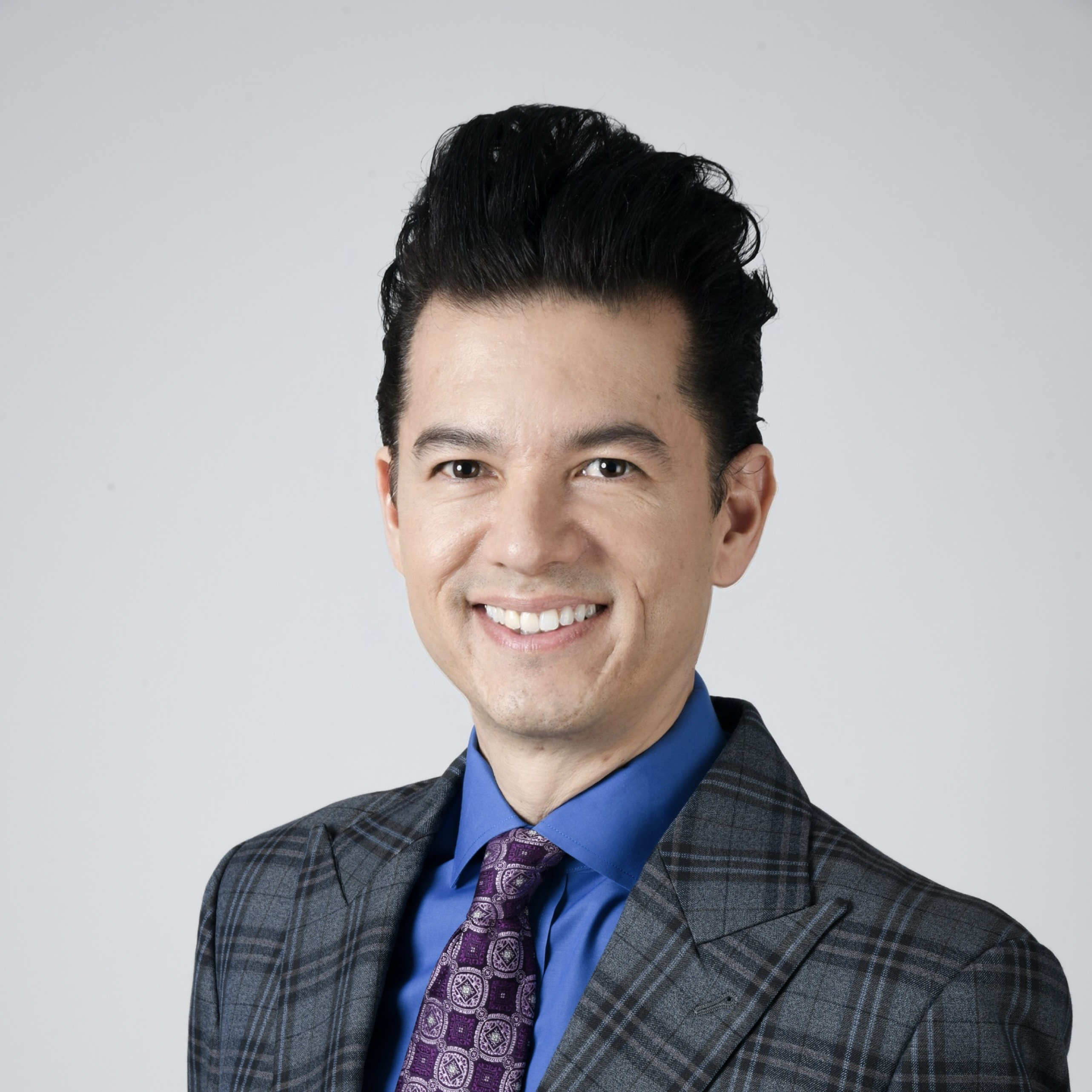
Julian Bashore

Julian Bashore (* 4. September 1972 in San Francisco) ist ein US-amerikanischer Geschäftsmann, der die Geschäftstätigkeiten mehrerer japanischer internationaler Firmen verwaltet hat. Er ist der Geschäftsführer und stellvertretenden Direktor der Tochtergesellschaft Bodo Möller Chemie Japan K.K. mit Sitz in Tokio. Weiterhin war er der Präsident bzw. stellvertretende Direktor der Nippon MacDermid Co., Ltd. und der ehemalige stellvertretende Direktor der Bodycote Japan K.K. Bashore wird als einer von wenigen Amerikanern anerkannt, die eine führende Rolle im japanischen Geschäftssektor einnehmen. Als solcher, wird er als Experte im japanischen Geschäft angesehen.

## Kindheit und Jugend
Bashore wurde in San Francisco geboren und wuchs in Pennsylvania nahe Reading (Berks County, Pennsylvania) auf, wo er die Tulpehocken Highschool besuchte. Als Student war er an der Wharton School der University of Pennsylvania eingeschrieben.

## Karriere
Bashore erhielt 1995 den Titel Diplomkaufmann und nahm eine Stelle bei PPG Industries an, einem amerikanischen Hersteller von Beschichtungen und Chemikalien. Dort arbeitete er als Vertriebsingenieur und versorgte japanische Autohersteller mit Farbe. Er arbeitete bei PPG dreizehn Jahre lang, neun davon in einer Zweigstelle in Nagoya, Japan.
Im Jahre 2007 nahm er durch einen Personalabwerber eine Stelle bei Bodycote plc an, einem in Asien führenden Anbieter von thermischen Bearbeitungsleistungen. Als am 6. März 2008 Bodycote zu einer Kapitalgesellschaft wurde, wurde Bashore der Präsident von Bodycote Japan. Die Firma beauftragte ihn damit, eine Basis für die Firma in Japan zu schaffen. Er machte dabei die unkonventionelle Entscheidung die japanische Niederlassung von Bodycote in Nagoya, anstatt in Tokio zu errichten, wo die meisten internationalen Firmen ihre Auslandsniederlassungen haben. Bashore betrachtete Nagoya als den besseren Standort wegen seiner zentralen Lage, dem guten Zugang für Transportmittel und den geringeren Kosten im Vergleich zu Tokio. Die Ansiedlung in Nagoya war ein erster Schritt, um kostengünstigere Angebote bieten zu können und die japanischen Kunden schärfer zu fokussieren. Er wurde zumindest teils wegen seiner Geläufigkeit in Japan in dieser Stelle beschäftigt.
Im Jahre 2013, wurde er der Vorsitzende bzw. stellvertretende Direktor von Nippon MacDermid Co., Ltd., um das multimillionen-Dollar Geschäft mit dem amerikanischen Hersteller von Spezialmetallen zu verwalten, welches in Japan angesiedelt ist. Anschließend wurde er 2015 beim jährlichen Meeting der Japan Electronics Packaging and Circuits Association ins Kuratorium gewählt. Bis dahin war er der erste MacDermid Mitarbeiter, der zum Treuhänder gewählt wurde.
2016 wurde Bashore Mitglied der Electroplating Engineers of Japan Ltd., einem 50 Jahre alten Gemeinschaftsunternehmen der Tanaka-Kikinzoku-Gruppe und Platform Specialty Products Corporation, welche im Bereich der Edelmetallverarbeitung tätig sind. Im Februar 2018 trat er von dieser Funktion zurück, nachdem der Besitz des grenzüberschreitenden Gemeinschaftsunternehmens infolge einer strategischen Veräußerung durch die amerikanische Gegenstelle zurück an den japanischen Partner übergeben wurde.
Im Rahmen der Expansion in den japanischen Markt des Unternehmens Bodo Möller Chemie, einem Großhändler von Spezialchemikalien für industrielle Anwendungen, wurde Bashore im Jahre 2024 zum Geschäftsführer und stellvertretenden Direktor der Tochtergesellschaft Bodo Möller Chemie Japan K.K. mit Sitz in Tokio ernannt.

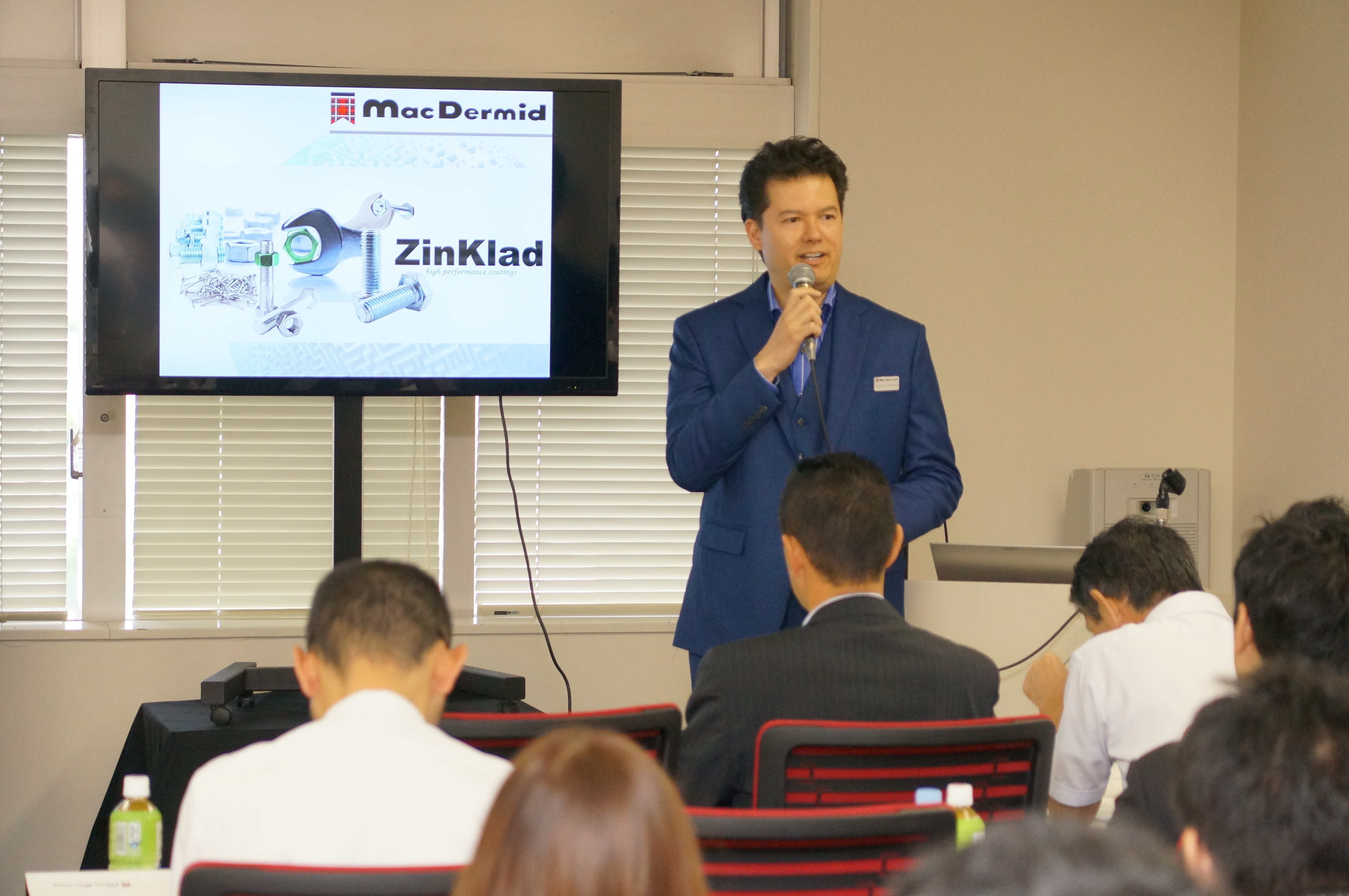
Bashore während er eine Präsentation vor Klientel hält, 2014

## Auszeichnungen und Anerkennung
- 2010 wurde Bashore als Geschäftsführer der nächsten Ära in Asien von der Japan Times betitelt.[6]
- 2021 gewann Bashore den „Leader of the Year“ Award von der Amerikanischen Handelskammer in Japan, Chubu Chapter.[18]

## Erscheinungen
- 2010 trat Bashore als Master of Ceremonies bei dem fünften jährlichen ACCJ/TJCS Champagne Ball und Awards Evening auf.[19]
- 2011 diente Bashore als Programmausschuss bei der Hot Isostatic Pressing Conference.[20]
- 2014 war Bashore Diskussionsteilnehmer bei der japanischen länderübergreifenden M&A Podiumsdiskussion, welche gesponsert wurde von The Mergermarket Group, Allen & Overy and PricewaterhouseCoopers.[21]

## Zugehörigkeit
Bashore, welcher aufgrund seiner Karriere in sowohl Nagoya als auch Tokio wohnt, ist Vorsitzender des Ausschusses für Luft- und Raumfahrt sowie Fertigung bei der Amerikanischen Handelskammer in Japan.